# Josip Barišić (1983.)
Josip Barišić (Mostar, 12. kolovoza 1983.) je bosanskohercegovački nogometaš porijeklom iz Rakitna kod Posušja. Trenutačno nastupa za HNK Hajduk Split u koji je u zimu 2011. prešao iz Širokog Brijega. Prije Širokog igrao je za Posušje i Zagreb.
10. prosinca 2010. debitirao je za bh. nogometnu reprezentaciju u prijateljskoj utakmici protiv Poljske u Antaliji.
Statistika u Hajduku
| Natjecanje        | Nastupi | Zgoditci |
| ----------------- | ------- | -------- |
| Prvenstvo         | 5       | 0        |
| Kup               | 0       | 0        |
| Superkup          | 0       | 0        |
| Međunarodne       | 0       | 0        |
| Splitski podsavez | 0       | 0        |
| Ukupno            | 5       | 0        |
| Prijateljske      | 7       | 0        |
| Sveukupno         | 12      | 0        |

Prvi nastup za Hajduk bio je protiv Zadra u gostima 5. ožujka 2011. Završio je pobjedom gostiju s 0:2 a golove su dali Andrić u 48-oj i M. Ljubičić u 86-toj mimnuti. 

## Vanjske poveznice
- Profil igrača na transfermarkt.co.uk